# Nine Track Mind
| Recensione   | Giudizio |
| ------------ | -------- |
| The Guardian |          |

Nine Track Mind è il primo album in studio del cantante statunitense Charlie Puth, pubblicato il 29 gennaio 2016 dalla Atlantic Records.
In esso sono presenti anche i brani Marvin Gaye e Some Type of Love, originariamente pubblicati nell'EP Some Type of Love, oltre al singolo See You Again, inciso con il rapper Wiz Khalifa e pubblicato nella colonna sonora del film Fast & Furious 7.

## Tracce
1. One Call Away – 3:14 (Charlie Puth, Matt Prime, Shy Carter, Breyan Isaac, Maureen McDonald, DJ Frank E)
2. Dangerously – 3:19 (Charlie Puth, Jonathan Rotem, Infamous, James Abrahart, Alexander Izquierdo)
3. Marvin Gaye (featuring Meghan Trainor) – 3:07 (Charlie Puth, Julie Frost, Jacob Luttrell, Jacob Luttrell, Nick Seeley)
4. Losing My Mind – 3:32 (Charlie Puth, Vera Hall, Breyan Isaac, Ruby Tartt)
5. We Don't Talk Anymore (featuring Selena Gomez) – 3:37 (Charlie Puth, Selena Gomez, Jacob Kasher Hindlin)
6. My Gospel – 3:30 (Charlie Puth, Josh Kear)
7. Up All Night – 3:10 (Charlie Puth, Giorgio Tuinfort, Bonnie McKee, Thomas Troelson)
8. Left Right Left – 3:26 (Charlie Puth, DJ Frank E, Paris Jones, Marc E. Bassy, Geoffro)
9. Then There's You – 3:34 (Charlie Puth, Ross Golan, Johan Carlsson)
10. Suffer – 3:30 (Charlie Puth, Breyan Isaac)
11. As You Are (featuring Shy Carter) – 3:55 (Charlie Puth, Shy Carter, Rick Parkhouse, George Tizzard, Jack Martello)
12. Some Type of Love – 3:07 (Charlie Puth, David Brook)

Tracce bonus nell'edizione deluxe
1. River – 3:11
2. Does It Feel – 3:38
3. Nothing but Trouble (Instagram Models) (Dance Remix) – 4:46

Traccia bonus nell'edizione internazionale
1. See You Again (Wiz Khalifa featuring Charlie Puth) – 3:49 (Charlie Puth, DJ Frank E, Wiz Khalifa, Andrew Cedar)

Tracce bonus nell'edizione giapponese
1. Marvin Gaye (featuring Wale) – 3:20
2. Marvin Gaye (featuring Meghan Trainor) (Bohem Remix) – 3:14
3. One Call Away (featuring Tyga) (Remix) – 3:12
4. One Call Away (KLYMVX Remix) – 3:41

Tracce bonus nella Tour Edition giapponese
1. One Call Away (Acoustic) – 3:09
2. Marvin Gaye (Live) – 3:14
3. Some Type of Love (Live) – 3:18

## Classifiche

### Classifiche settimanali
| Classifica (2016-23) | Posizione massima |
| -------------------- | ----------------- |
| Australia            | 8                 |
| Austria              | 17                |
| Belgio (Fiandre)     | 17                |
| Belgio (Vallonia)    | 17                |
| Canada               | 5                 |
| Corea del Sud        | 33                |
| Danimarca            | 6                 |
| Finlandia            | 38                |
| Francia              | 5                 |
| Germania             | 36                |
| Giappone             | 17                |
| Irlanda              | 18                |
| Italia               | 21                |
| Norvegia             | 16                |
| Nuova Zelanda        | 2                 |
| Paesi Bassi          | 13                |
| Polonia              | 24                |
| Regno Unito          | 6                 |
| Repubblica Ceca      | 33                |
| Spagna               | 21                |
| Stati Uniti          | 6                 |
| Svezia               | 24                |
| Svizzera             | 10                |
| Ungheria             | 18                |

### Classifiche di fine anno
| Classifica (2016) | Posizione |
| ----------------- | --------- |
| Australia         | 55        |
| Belgio (Fiandre)  | 148       |
| Belgio (Vallonia) | 138       |
| Canada            | 33        |
| Danimarca         | 16        |
| Paesi Bassi       | 95        |
| Regno Unito       | 39        |
| Stati Uniti       | 43        |
| Svizzera          | 64        |